# SI基本単位
SI基本単位（エスアイきほんたんい、フランス語: fr:unités de base du Système international、英語: base units of the SI 又はSI base units）とは、国際単位系（SI）において、基本単位として位置付けられている7つのSI単位である。これらは国際量体系（ISQ）において基本量として位置付けられている7つの物理量に対する単位である。

## 概要

SI基本単位およびその定義の関係

SI基本単位は、SIの前身であるメートル法において、物理量に対して複数ある単位・度量衡を統一することを目的として選ばれた。すなわち、一つの物理量を表現する単位は一つとすることを目的とする。SI基本単位は7つ存在し、時間と長さ、質量、電流、温度、物質量、光度の各物理量について、それぞれ秒とメートル、キログラム、アンペア、ケルビン、モル、カンデラが定められている。
7つのSI基本単位はSIの主骨格を成している。また、全ての物理量は、物理法則を通じて、基本量の組み合わせにより表現することができる。2019年の改訂施行によりSI基本単位は7つの定義値（固定された曖昧さのない物理定数および物質固有の特性値）をもとに定義されるようになった。現在もSI基本単位の重要性に変わりはないが、この結果として、全ての一貫性のあるSI単位が7つの定義値をもとに直接に定義・構築できるようになったため、SI基本単位とそれ以外のSI単位（SI組立単位）との間に原理上の区別はない。

## 一覧
7つのSI基本単位を以下の表に記載する。これらの単位は、7個の定義定数（defining constants）をもとに定義されている。これら7つの定数は数値が固定された一切の曖昧さをもたない値であり、それぞれ物理定数や物質に固有の物性値を指すものである。この値を固定値と見做すことで、7つのSI基本単位はそれぞれ規定されている。
| 物理量     | 単位       | 単位 | 現在の定義 | かつての定義（例） |
| ---------- | ---------- | ---- | --- | --- |
| 時間       | 秒         | s    | 秒（記号はs）は、時間のSI単位であり、セシウム周波数ΔνCs、すなわち、セシウム133 原子の摂動を受けない基底状態の超微細構造遷移周波数を単位Hz（s−1 に等しい）で表したときに、その数値を9192631770と定めることによって定義される。 | 平均太陽日の1/86400 |
| 長さ       | メートル   | m    | メートル（記号はm）は長さのSI単位であり、真空中の光の速さcを単位m s−1 で表したときに、その数値を299792458と定めることによって定義される。ここで、秒はセシウム周波数ΔνCsによって定義される。 | 地球のパリを通る北極点から赤道までの長さの1000万分の1                                                                        |
| 質量       | キログラム | kg   | キログラム（記号はkg）は質量のSI単位であり、プランク定数hを単位J s（kg m2 s−1 に等しい）で表したときに、その数値を6.62607015×10−34と定めることによって定義される。ここで、メートルおよび秒はc およびΔνCs に関連して定義される。 | 最大密度温度での1 Lの水の質量                                                                                                |
| 電流       | アンペア   | A    | アンペア（記号はA）は、電流のSI単位であり、電気素量eを単位C（A s に等しい）で表したときに、その数値を1.602176634×10−19 と定めることによって定義される。ここで、秒はΔνCsによって定義される。 | 真空中に1メートルの間隔で同じ大きさの電流が流れているとき、両者の間に働く力が1メートルにつき2×10−7ニュートンであるときの電流 |
| 熱力学温度 | ケルビン   | K    | ケルビン（記号はK）は、熱力学温度のSI単位であり、ボルツマン定数kを単位J K−1（kg m2 s−2 K−1 に等しい）で表したときに、その数値を1.380649×10−23と定めることによって定義される。ここで、キログラム、メートルおよび秒はh、c およびΔνCsに関連して定義される。                                                                                                  | 水の標準大気圧下での融点と沸点の温度差の100分の1                                                                             |
| 物質量     | モル       | mol  | モル（記号はmol）は、物質量のSI 単位であり、1モルには、厳密に6.02214076×1023の要素粒子が含まれる。この数は、アボガドロ定数NAを単位mol−1 で表したときの数値であり、アボガドロ数と呼ばれる。系の物質量（記号はn）は、特定された要素粒子の数の尺度である。要素粒子は、原子、分子、イオン、電子、その他の粒子、あるいは、粒子の集合体のいずれであってもよい。 | 1 g/molの原子量または分子量                                                                                                  |
| 光度       | カンデラ   | cd   | カンデラ（記号はcd）は、所定の方向における光度のSI単位であり、周波数540×1012 Hzの単色放射の視感効果度Kcd を単位lm W−1（cd sr W−1あるいはcd sr kg−1 m−2 s3に等しい）で表したときに、その数値を683と定めることによって定義される。ここで、キログラム、メートルおよび秒はh、c およびΔνCsに関連して定義される。                                               | 燭（ろうそく1本の光度） |

表の通り、基本単位の定義の記載順序は、2019年の再定義を経て「時間、長さ、質量、電流、温度、物質量、光度」の順となっている。参考までに、その前の定義の際は「長さ、質量、時間…(以下同じ)」の順序であった。

## 2019年の再定義
上記のすべてのSI基本単位は、2018年11月16日の第26回国際度量衡総会の決議・採択の結果、新しい定義に置き換えられ、2019年5月20日より新定義は施行、運用されている。この定義の変更では特に、キログラムとアンペア、ケルビン、モルには大きな修正が加えられた。

## 計量法の定義の変更
第26回国際度量衡総会の決議に基づき、日本の計量単位令におけるSI基本単位の定義が改正された。この改正では、必要最小限の簡潔な定義となっている。なお、秒、メートル、カンデラの定義文は改正されていない。